# Fred Ott's Sneeze
Fred Ott's Sneeze is een Amerikaanse film uit 1894. De film werd gemaakt door Thomas Edison en toont diens assistent, Fred Ott, die niest.